# Muzeul de Artă din Baia Mare
Muzeul de Artă „Centrul Artistic Baia Mare” este un muzeu județean din Baia Mare, situat pe str. 1 Mai nr. 8. Clădirea muzeului, monument istoric sub cod LMI MM-II-m-A-04434, a fost construită în anul 1748 ca Oficiu al Salinelor din Imperiul Austriac.
Expoziția permanentă intitulată «Centrul Artistic Baia Mare. Repere europene între tradiții și inovații» prezintă aproape 400 de lucrări realizate exclusiv de artiști care au lucrat și creat începând cu anul 1896 în cadrul Școlii de pictură de la Baia Mare. Aceasta s-a consolidat ca una dintre cele circa 40 de reputate „colonii” europene de la cumpăna secolelor XIX-XX, fiind printre puținele în care viața artistică s-a desfășurat neîntrerupt timp de mai bine de un secol, aici lucrând peste 3.500 de artiști plastici din țară și din spațiul central și est-european. Clădirea în care funcționează a fost ridicată în 1748, fiind modernizată în decursul vremii. De la 195 de piese înregistrate în anul 1960, când a fost înființată Colecția de artă românească modernă și contemporană în cadrul Muzeului Regional Maramureș, în prezent s-a ajuns ca, prin achiziții, transferuri și donații, în patrimoniul muzeului să existe peste 3.900 de lucrări de artă, în ultimii patru ani dezvoltarea colecțiilor înregistrând aproape 500 de noi piese.